# Hanna Dawyskiba
Hanna Paułauna Dawyskiba z domu Hryszkiewicz (biał. Ганна Паўлаўна Давыскіба; ur. 8 lutego 2000 w Mińsku) – białoruska siatkarka, reprezentantka kraju, grająca na pozycji przyjmującej. 
Jej mąż Uładzisłau, również jest siatkarzem.

## Sukcesy klubowe
Superpuchar Białorusi:
- 2016, 2017, 2018

Puchar Białorusi:
- 2016, 2018

Liga białoruska:
- 2017, 2018

Puchar CEV:
- 2021[4]
- 2018

Liga włoska:
- 2022[5], 2023[6]

## Sukcesy reprezentacyjne
Mistrzostwa Europy Kadetek:
- 2017

Liga Europejska:
- 2019